# Patricio Rey y sus Redonditos de Ricota
Patricio Rey y sus Redonditos de Ricota, connu également sous le nom de Patricio Rey, Los Redondos et Los Redonditos de Ricota, est un groupe de rock argentin, originaire de La Plata (Capitale de la Province de Buenos Aires), et dont les musiciens Indio Solari et Skay Beilinson sont les leaders. Le groupe a été largement reconnu pour avoir influencé le rock argentin, avec des solistes comme Pappo, Charly Garcia, et Luis Alberto Spinetta, et est considéré comme l’un des groupes de rock argentins les plus importants,.

## Biographie

### Débuts (1976–1992)
Patricio Rey est un personnage fictif et non un membre réel. Le groupe est originaire de La Plata, et est formé en 1976. Les trois piliers du groupe sont Indio Solari (voix) Skay Beilinson (guitare) et Carmen Castro (appelée La Negra Poly – manager), ainsi que Ricardo Cohen, directeur artistique du groupe.
Dans leurs premières représentations, Los Redondos ont inclus des formes d’art autres que la musique, comme la mise en scène de numéros de théâtre et de ballets. En 1978, le groupe effectue sa première représentation à Buenos Aires accompagné du guitariste Conejo Jolivet, alors âgé de 18 ans.
À partir de 1982, les salles de concerts se remplissent, principalement grâce au bouche à oreille des fans. 
C’est en décembre 1984 que le groupe enregistre Gulp!, son premier album studio. Le 23 mai 1987 le groupe joue un concert au Cemento, avec Luca Prodan, chanteur du groupe Sumo). Indio explique qu'« il n'y avait rien de stable à ce moment-là, pas comme maintenant. En général, ça se passait très bien : Luca était là, il venait dans les coulisses, on parlait et on peignait. »
Après huit années d’existence, Los Redondos commencent à être connus, avec des chansons comme Barbazul versus el amor letal, La Bestia Pop et Ñam Fri Fruli Fali Fru. Mais c’est deux années plus tard en 1986, que l’album Oktubre, deuxième album studio, permet au groupe de gagner en popularité et trouver le succès auprès du grand public.

### Identité«ricotera»(1991-1992)
Le 19 avril 1991, ils reviennent à l'Obras Sanitarias, après quelques incidents causés par des fans.
Pour la fin de l'année, Patricio Rey joue de nouveau à l'Obras avec le nouvel album La Mosca y la sopa (1991). Sur l'album, signé par Patricio Rey (et écrit par Indio) apparaît une fable faisant allusion aux incidents. Pour cette occasion, Lito Vitale est à nouveau invité au piano sur le morceau Blues de la artillería. L'album marque un succès et se classe plusieurs mois dans les premières positions des chaines de radio argentines. Une telle répercussion vient des morceaux Mi perro dinamita (un boogie-woogie à base de rock 'n' roll) et Un poco de amor francés. Aussi, l'album est un succès avec Queso ruso.

### Grands concerts (1993-2007)

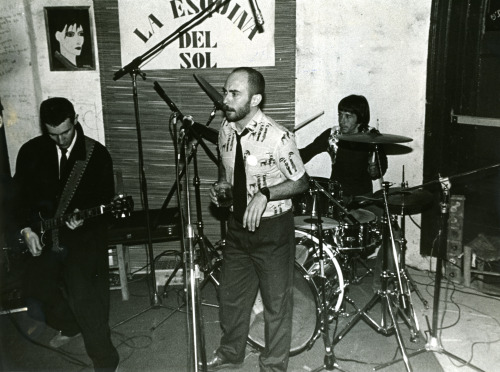
Patricio Rey y sus Redonditos de Ricota dans les années 1970.

En 1993, ils reviennent avec la sortie de Lobo suelto-Cordero atado, avec la participation du guitariste Gabriel Conejo Jolivet, et de la chorale féminine Las Blacanblus, jouant devant plus de 90 000 personnes. De l'album en découlent les singles Rock para el Negro Atila, Yo caníbal, Caña seca y un membrillo et Un ángel para tu soledad présentant un rock plus dynamique. Des chansons expérimentales telles que Invocación, Capricho magyar et Soga de Caín sont également incluses.
En 1994, ils commencent une tournée en différents endroits du Grand Buenos Aires (au stade du club "Huracán" et à Mar del Plata, entre autres). En raison des incidents enregistrés pendant leur concert au club de Buenos Aires, le groupe décide de visiter tout le pays, et un concert est annoncé à San Carlos, en août 1995. Ils jouent deux concerts dans une boîte de nuit d'une capacité de 3 000 personnes. Après les concerts à San Carlos, le groupe répète à Mar del Plata en octobre et conclut l'année en jouant pour la première fois à Entre Ríos, plus précisément à Concordia à la discothèque Costa Chaval les 8 et 9 décembre

### Phase expérimentale (1998-2001)
En 1998, ils font de nouveau appel à Conejo Jolivet, pour rejoindre définitivement le groupe. Il joue presque toutes les chansons du concert au Racing Club, auquel 120 000 personnes assistent. Également pour 1998, il rejoint le groupe au Racing, en tant que membre stable, avec Hernan Aramberri à la batterie. 17 Cette même année est sortie Último bondi a Finisterre , un album qui représente une torsion musicale dans sa carrière grâce à l'incorporation de sons et samplers numériques. 
En avril 2000, ils jouent deux concerts à l'Estadio River Plate ; la participation à l'événement se fait devant de plus de 70 000 spectateurs chaque nuit, marquant le sommet de la popularité du groupe. 19 Pendant ce concert, cependant, des violences éclatent et se terminent avec plusieurs blessés à coups de couteau, qui mènent le groupe à arrêter le concert pendant un moment informant le public de ce qui s'est passé. Cet événement mène le groupe à reconsidérer de jouer à nouveau sur scène.
Plus tard le groupe publie Momo Sampler, un album complètement « artisanal ».

### Séparation (2001)
Le 2 novembre 2001, après plusieurs rumeurs, le groupe annonce sa séparation officielle. Depuis lors, les membres de la dernière formation du groupe commencent ou se consacrent à leurs projets solo. Le chanteur et parolier Carlos « Indio » Solari réunit le groupe Los Fundamentalistas del Aire Acondicionado, avec qui il enregistre son premier album solo, El tesoro de los inocentes (Bingo Fuel), en 2004. 

## Style musical
Los Redondos ont créé à travers leur musique une esthétique originale du rock, gagnant une grande popularité sans entrer sans le circuit officiel : ils ont maintenu leur indépendance vis-à-vis de l’industrie musicale en devenant le seul groupe qui, dès ses débuts, ne s’est jamais reposé sur la télévision pour diffuser ses chansons. C’est en général par le bouche à oreille que leurs concerts se sont remplis, une méthode qui par la suite sera utilisée par des groupes tels que Los Piojos et La Renga.
La force du groupe réside dans les paroles de ses chansons, qui abordent des sujets tels que la politique, la drogue et les femmes, toujours d’un point de vue philosophique et existentiel. Elles sont caractérisées par l’usage de métaphores et peuvent être interprétées de différentes façons. Du point de vue musical, ils se détachent par leurs instruments très créatifs, avec une première guitare toujours présente – jouant des riffs et des solos - combinée à une voix et d’autres instruments comme le saxophone, le violon, le piano, la trompette, l’harmonica ou les percussions.

## Membres
- Carlos « El Indio » Solari – chant (1977-2001)
- Eduardo « Skay » Beilinson – guitare (1977-2001)
- Daniel « Semilla » Bucciarelli - basse (1982-2001)
- Willy Crook – saxophone (1984-1987)
- Tito Fargo D’Aviero – guitare (1984-1986)
- Piojo Ávalos – batterie (1984-1986)
- Walter Sidotti – batterie (1987-2001)
- Sergio Dawi – saxophone, harmonica, piano (1987-2001)
- Hernán Aramberri – batterie, samples (1999-2001)

## Discographie
- 1985 : Gulp!
- 1986 : Oktubre
- 1988 : Un baión para el ojo idiota
- 1989 : ¡Bang! ¡Bang!… Estás liquidado
- 1991 : La Mosca y la sopa
- 1993 : Lobo suelto/Cordero atado
- 1997 : Luzbelito
- 1998 : Último Bondi a Finisterre
- 2000 : Momo Sampler